# Mario Monti
Mario Monti (tiếng Ý phát âm: [ma ː rjo Monti]) (sinh ngày 19 tháng 3 năm 1943) là một nhà kinh tế và chính trị gia Ý, cựu Thủ tướng Ý. Ông từng là Ủy viên châu Âu trong hai nhiệm kỳ liên tiếp và từng được bổ nhiệm làm Hiệu trưởng và chủ tịch của Đại học Bocconi. Ông hiện đang phục vụ như là một Thượng nghị sĩ trọn đời tại Thượng viện Ý.

## Giáo dục
Mario Monti tốt nghiệp ngành kinh tế và quản lý từ Đại học Bocconi, Milano. Ông đã hoàn thành nghiên cứu sau đại học tại Đại học Yale, nơi ông học thầy James Tobin, nhà kinh tế đoạt giải Nobel.
Ông đã dạy kinh tế học tại Đại học Torino (1970-1985) trước khi chuyển đến trường Đại học Bocconi, nơi ông đã làm Hiệu trưởng (1989-1994) và sau đó làm chủ tịch (từ 1994). Nghiên cứu của ông đã giúp tạo ra các mô hình Klein-Monti, mô tả hành vi của các ngân hàng hoạt động trong những trường hợp độc quyền.
Monti là chủ tịch đầu tiên của Bruegel, một cơ quan nghiên cứu của châu Âu thành lập năm 2005, và ông là Chủ tịch của Ủy ban ba bên châu Âu, một cơ quan nghiên cứu do David Rockefeller thành lập vào năm 1973. Ông cũng là một thành viên hàng đầu của Tập đoàn Bilderberg. Monti là một cố vấn quốc tế Goldman Sachs và Công ty Coca-Cola.

## Thủ tướng
Ngày 09 tháng 11 năm 2011, Monti được Tổng thống Ý Giorgio Napolitano bổ nhiệm làm Thượng nghị sĩ trọn đời. Mario Monti đã được xem là một nhân vật có khả năng nhất thay thế Silvio Berlusconi lãnh đạo một chính phủ đoàn kết mới tại Ý để thực hiện cải cách và các biện pháp thắt lưng buộc bụng. Ngày 12 tháng 11 năm 2011, Napolitano mời Monti lập một chính phủ mới. Monti chấp nhận lời đề nghị mở các cuộc hội đàm với các lãnh đạo của các bên tham gia chính trị của Italia, và cho rằng ông muốn tạo thành một chính phủ vẫn đương chức cho đến khi các dự kiến cuộc bầu cử tiếp theo vào năm 2013. Ngày 16 tháng 11 năm 2011, Monti đã thông báo rằng ông đã đồng ý một nội các, và chính thức tuyên thệ nhậm chức Thủ tướng của Ý. Ông cũng tự bổ nhiệm mình là Bộ trưởng Bộ Kinh tế và Tài chính.